# Kepler-101b
Kepler-101b — Это газовый гигант, вращающийся вокруг звезды G-типа. Его масса составляет 51М🜨.
Он совершает один оборот вокруг своей звезды за 3,5 дня и находится на расстоянии 0,0474 а. е. от своей звезды.
Об открытии было объявлено в 2014 году методом транзита. Находиться на орбите звезды Kepler-101.

Диаметр Kepler-101b составляет примерно 74 923 км, что в 5,8 раза превышает диаметр Земли. Средняя температура на поверхности этой планеты достигает около 1240 °C, что делает её одной из самых горячих известных экзопланет.
Атмосфера Kepler-101b состоит преимущественно из водорода, гелия и метана, а её высота достигает значительных 13 599,9 км. Гравитация на поверхности планеты примерно в 1,5 раза больше, чем на Земле.